# Église de la Transfiguration-du-Sauveur-sur-Iline
L'église de la Transfiguration-du-Sauveur-sur-Iline ou église du Sauveur de la Transfiguration-dans-la-rue-Iline (en langue russe : Церковь Спаса Преображения на Ильине улице; littéralement dans-la-rue-Iline), est un édifice religieux de la ville de Novgorod en Russie construit en 1374 et réputé pour avoir conservé jusqu'à nos jours des fresques réalisées par Théophane le Grec, datant de 1378.

## Histoire de l'édifice

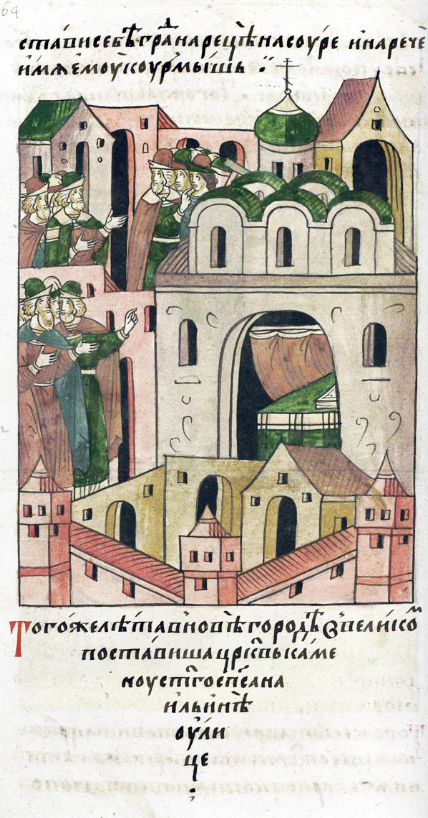
Première chronique de Novgorod: « Dans cette même ville de Novgorod-la-Grande on construisit une église en pierre pour le Saint-Sauveur dans la rue Iline »

La première chronique de Novgorod contient le récit de la création de l'église : « En l'année 6882 (1374 après Jésus-Christ), l'église en pierre du Saint-Sauveur de la rue Iline est construite et est consacrée par l'archevêque de Novgorod, en présence des higoumènes, des prêtres, et d'un chœur de la cathédrale Sainte-Sophie de Novgorod ».
L'église est construite par les habitants de la rue Iline dans le quartier de Novgorod, appelé Slavenski (quartier commerçant, du côté opposé à celui du Kremlin (Detinets) sur le bord de la Volkhov). Cette construction est précédée par celle d'une église en bois, à la demande de l'évêque de Novgorod, Nikita et connue depuis le XIIe siècle, grâce à une icône de Notre-Dame du Signe, qui, selon la légende, sauva Novgorod des assaillants venus de la ville de Souzdal en l'année 1169. Pour cette icône vénérée à Novgorod est élevée une chapelle, qui brûla en 1340. Par la suite, un autre édifice dit du Signe fut construit spécialement pour l'icône, et dans laquelle celle-ci fut conservée à partir de 1356. Cet édifice devient par la suite la cathédrale du Signe, construite en 1682-1688. Toutefois, actuellement, l'icône est conservée à la cathédrale Sainte-Sophie de Novgorod .

Icône Notre-Dame du Signe à Novgorod.XIIe siècle

## Architecture
L'église de la Transfiguration du Sauveur est un édifice doté des caractéristiques architecturales typiques de son temps. Elle se distingue à la fois par sa monumentalité et par son raffinement. Son style est proche de l'architecture de Novgorod du XIVe siècle, largement répandue, et dont les caractéristiques sont : le plan en carré, les quatre piliers de soutien, l'abside ainsi que la coupole uniques. Les façades sont dominées par un pignon triangulaire. Le toit est formé par un ensemble de huit pans qui donnent aussi leur forme triangulaire aux façades. La hauteur de l'édifice est relativement importante, et la forme du toit donne à l'ensemble un élan très dynamique.
La décoration extérieure se distingue par sa richesse. Les façades, comme c'est la règle, sont scindées par des pilastres et des lésènes. Au sommet des murs, deux arcs garnis de lésènes sur les côtés et, au centre, un groupe de trois arcs domine la décoration des façades. Des fenêtres hautes et étroites sont regroupées par deux. Certaines se voient complétées par des niches en forme de lancettes ou de cercles. Sur l'abside, de petits pilastres en forme de tiges légères encadrent cinq pans de murs garnis d'une double rangée de fenêtres. Dans la rangée supérieure, celles-ci sont doublées et restent aveugles. Un motif décoratif de briques ajourées en forme de zigzags garnit le tambour et quelques niches des façades. Les façades sont encore décorées de multiples croix : leur relief est sculpté dans la pierre. Ces croix sont disposées de manière asymétrique et elles s'appuient sur une base triangulaire ou en rectangle qui rappelle la colline du Golgotha et le sacrifice de Jésus-Christ qui s'y déroula. Ces croix sont peut-être associées à la mémoire des habitants de Novgorod morts en 1372, lors de la défaite de Torjok du prince de Tver, Mikhaïl Alexandrovitch .
L'église de la Transfiguration est une église à croix inscrite. Les églises de Novgorod qui suivent ce plan possèdent une chambre fermée particulière située à l'angle du bâtiment au niveau du chœur. Ce chœur est accessible grâce à un escalier situé à l'intérieur du mur ouest de l'église. Il se présente comme un espace recouvert d'un plancher et situé entre les deux angles ouest de l'édifice : la chapelle de la Sainte Trinité d'un côté et, de l'autre, celle des saints Côme et Damien. Une troisième pièce est située au sud-est, au-dessus de la sacristie et pouvait servir à conserver les récipients liturgiques. L'accès à cette pièce se faisait par un escalier en bois accessible par une trappe entre deux planchers. À l'origine, à l'ouest de l'église, il existait un porche et un petit clocher. Des traces de leur voûte en berceau sont conservées sur la façade. Au XIXe siècle, à leur place, fut érigée une vaste paperte chauffée, avec un clocher et deux chapelles. Ces ajoutes furent détruites en 1936.

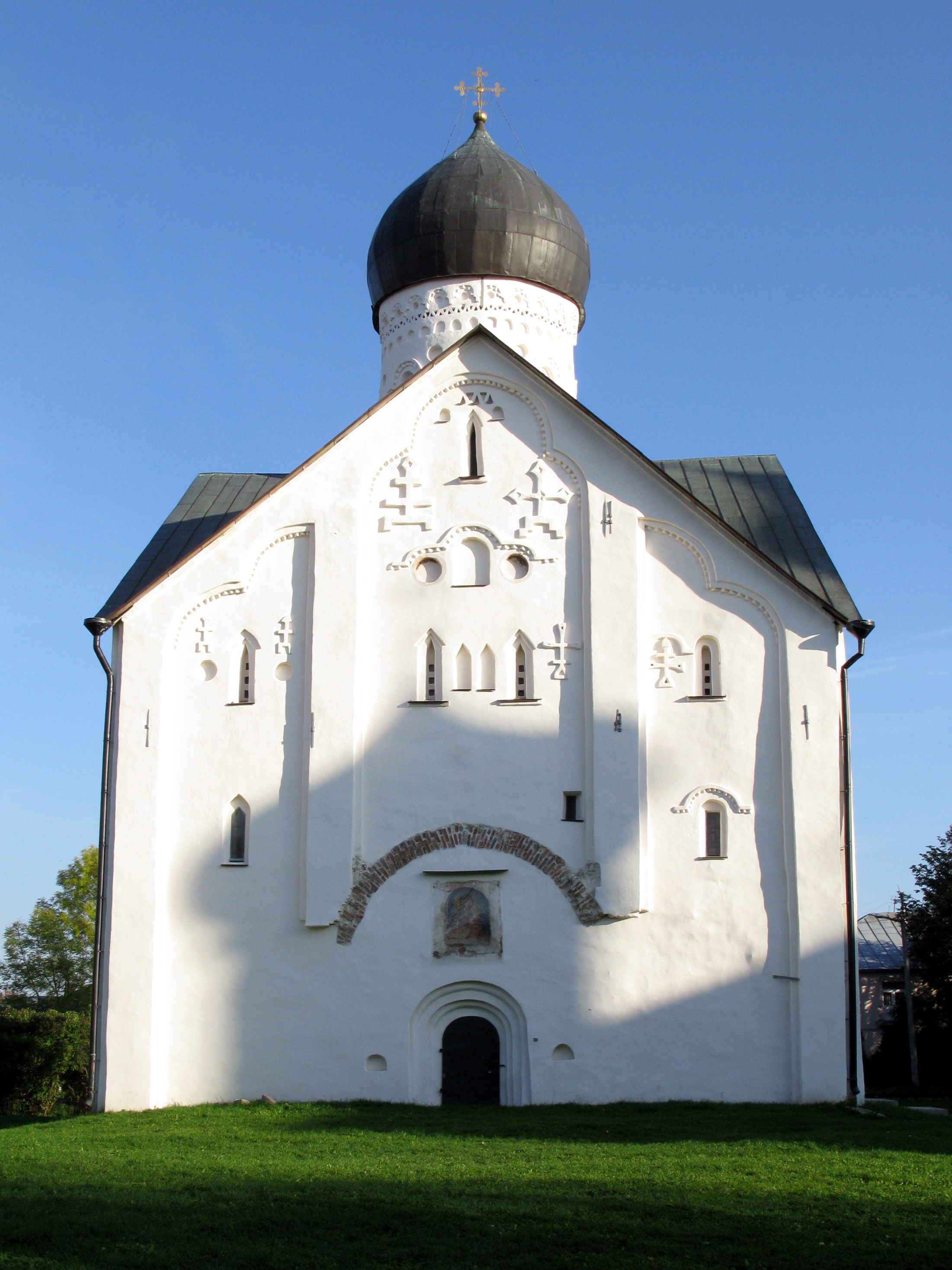
façade ouest
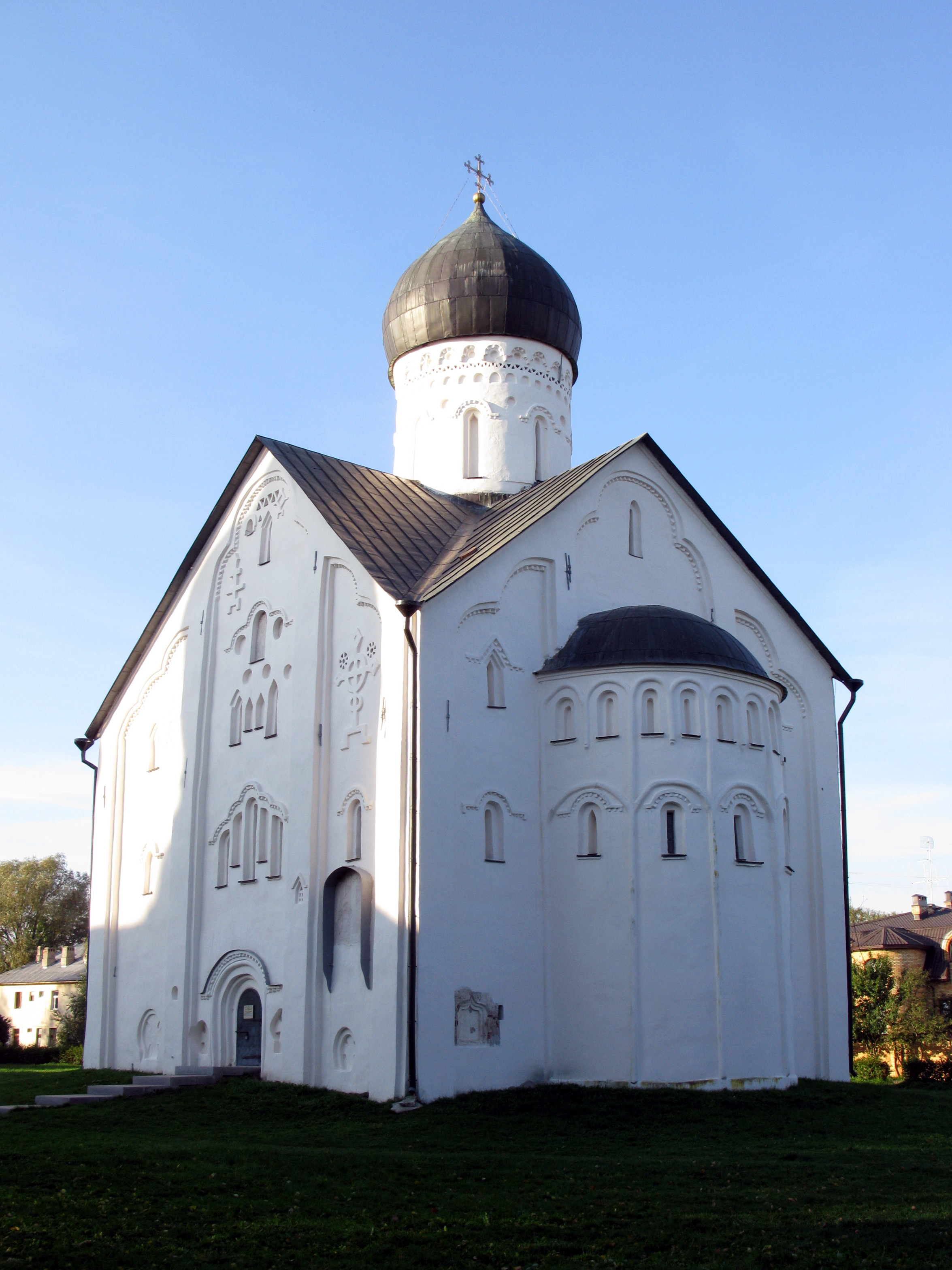
angle sud-est
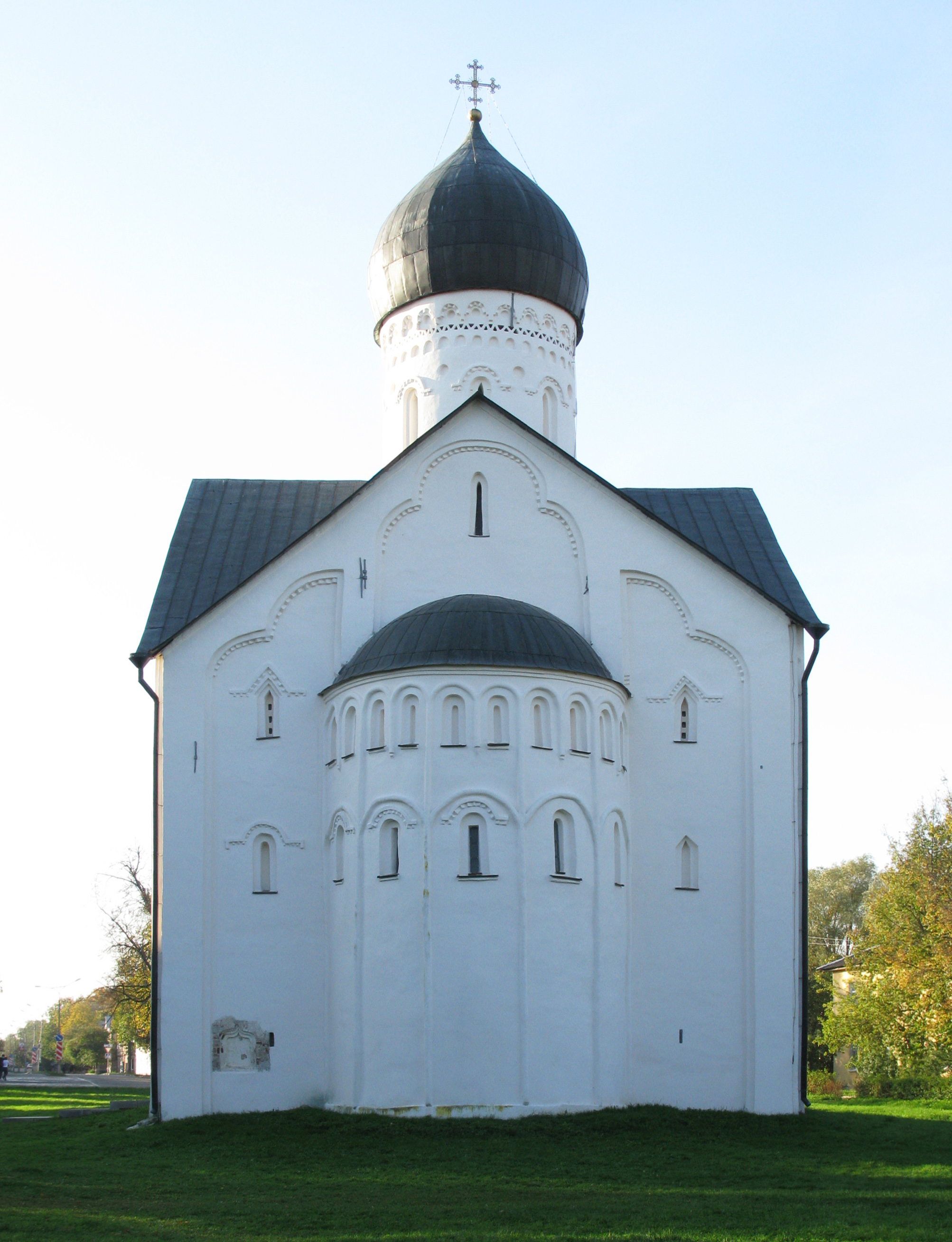
façade est

## Fresques de Théophane le Grec
La troisième chronique de Novgorod fait référence à la peinture de l'église : « À l'été 6886 (année 1378 de notre ère), l'église de Notre-Seigneur et Sauveur Jésus-Christ de la rue Iline a pu être dédiée à la Transfiguration grâce au boyard dévot Vasili Danielovitch. Le maître Théophane le Grec a signé la peinture de l'église sous le règne du grand-prince Dimitri Ivanovitch et sous le pontificat de l'archevêque de Pskov et de Novgorod, Alexis. ».
Le noble boyard Vasili Danielovitch, de la lignée Machkov, invite pour peindre l'église un des plus grands artistes de son temps à Constantinople: Théophane le Grec. Le témoignage suivant a été conservé à son propos. Il est écrit par Épiphane le Sage, dans une lettre adressée à l'higoumène Cyrille de Tver : « Quand j'étais à Moscou, vivait dans cette ville un vrai sage, un maître philosophe, Théophane le Grec. Il est repris dans les livres de peintres d'icônes comme un maître parmi ceux-ci, et il a signé de sa main les peintures de plus de quarante différentes églises en pierre dans diverses villes : Constantinople, Chalcédoine, Galata, Caffa, Novgorod et Nijni Novgorod. Et, à Moscou, il a signé la peinture de trois édifices dont celle de la Cathédrale de l'Annonciation de Moscou ». Cette lettre date de 1415 environ, soit 5 ans après la mort de Théophane. La peinture de l'Église de la Transfiguration-du-Sauveur-sur-Iline est une de ses premières œuvres dans la Rus', avant celles de Moscou et de Nijni-Novgorod.
La peinture de cette église est loin d'être encore complète de nos jours. Une grande partie de celle-ci a été détruite, mais elle reste un exemple unique de l'œuvre monumentale de Théophane le Grec. Elle permet, malgré sa surface réduite, de se faire une idée de l'ensemble de son œuvre, de son style unique, qu'Épiphane appelait « nouveau et exceptionnel ».

### Iconographie

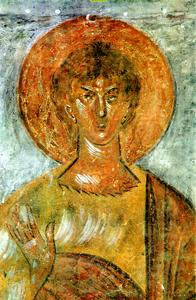
Abel. Fresque du tambour.
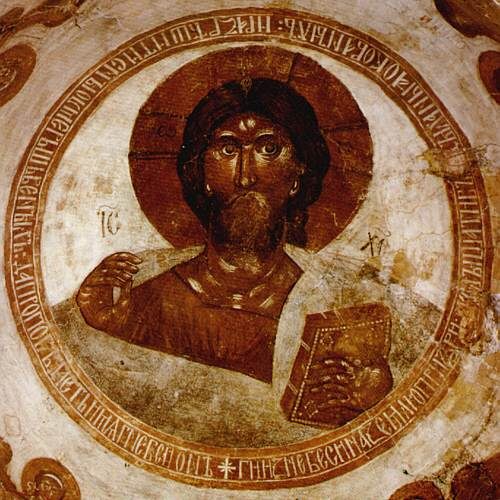
Christ Pantocrator.
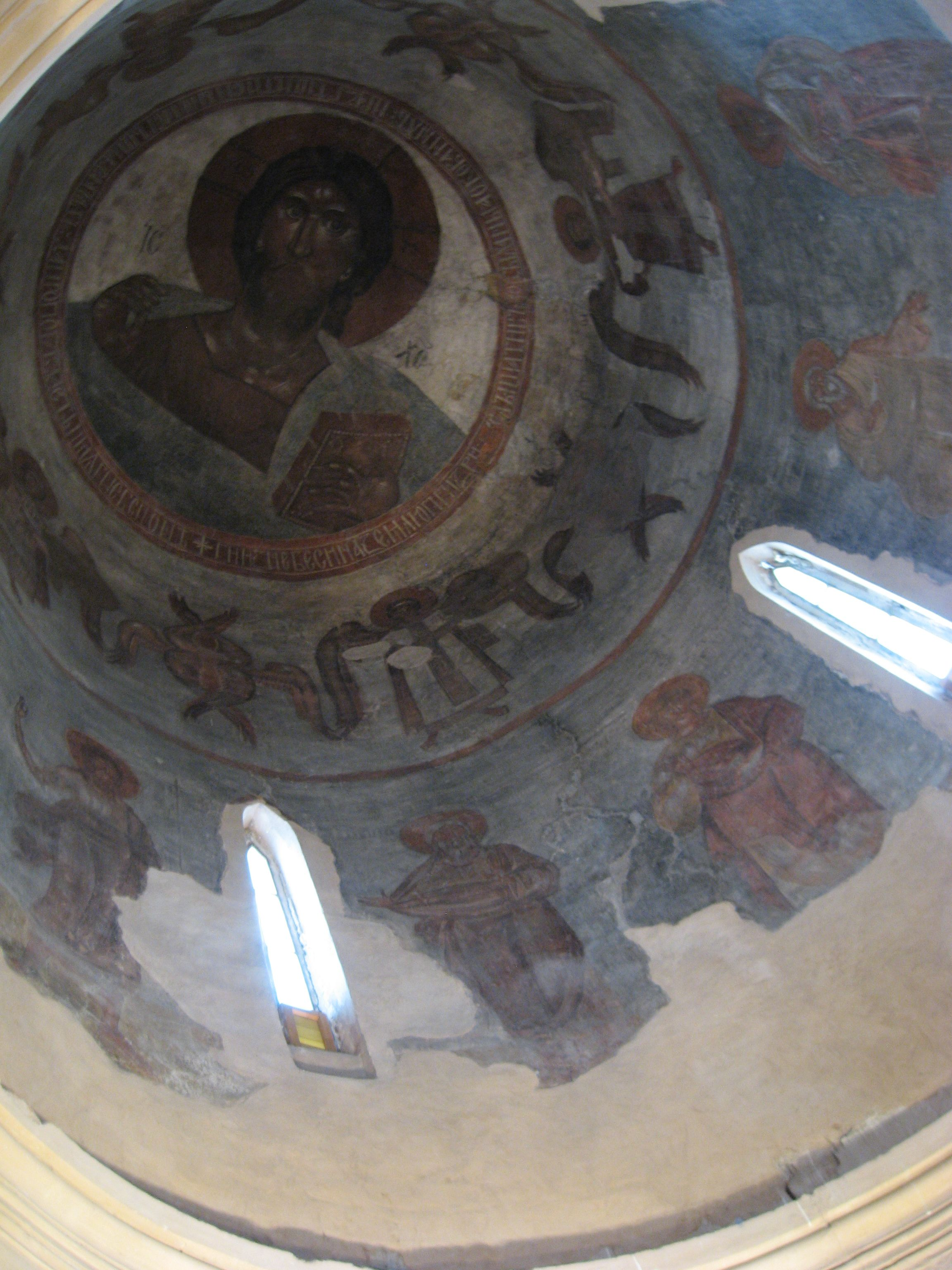
Fresques de la coupole. 1378.

- Les fresques du dôme et du tambour sont entièrement conservées.

Au zénith du dôme, dans un médaillon, est représenté un Christ Pantocrator. Autour de celui-ci, sont écrits des extraits du Livre des Psaumes : « Des hauteurs, le Seigneur s'est penché, du ciel il regarde la terre pour entendre la plainte des captifs et libérer ceux qui devaient mourir, le nom du Seigneur est chanté à Sion.(Ps.,101:20-21)». Le Christ est entouré, sous son image, d'une couronne d'anges debout : quatre archanges, quatre chérubins et séraphins. Les archanges sont vêtus de larges capes. Ils portent en main un mêrilo et un miroir de la justice. Les séraphins et les chérubins sont représentés avec six ailes. Cette iconographie est traditionnelle à Novgorod. Elle est présente dans les fresques de la cathédrale Sainte-Sophie de Novgorod et, avec de légères différences, dans toutes les fresques des églises de Novgorod de cette époque comme : à l'église de la Dormition-sur-les-Champs de Volotovo, à l'église Fiodor-Stratilate-sur-la-rivière, à l'église de la Transfiguration du Sauveur-sur-Kovalev et dans d'autres encore.
Sous les anges, à l'intérieur du tambour, sont représentés les patriarches : Adam, Abel, Noé, Seth, Melchisédech, Hénoch et encore le prophète Élie et Jean le Baptiste. La décoration de ce tambour diffère de celle des autres églises, qui prennent le plus souvent des figures de prophètes comme sujet principal.
Dans la partie principale de l'église, n'ont été conservés que de très petits fragments de fresques (bien qu'il soit possible que l'on ait pas encore découvert tous les fragments existants).
- Dans l'abside de l'autel, sont conservés des fragments de la scène de l'Eucharistie (les apôtres vont vers le centre de la composition où se trouvait le Christ) en dessous de laquelle sont représentés des saints. Sur les bords de l'abside, de très petits fragments sont ce qu'il subsiste du cycle de la Passion du Christ. En dessous, des serviettes décoratives, ainsi qu'un fragment de la figure du Christ sur le trône, dans un endroit montagneux, ont été conservés.

Le cycle de la passion du Christ qui décore l'autel de l'église Fiodor-Stratilate-sur-la-rivière a probablement été créé sous l'influence de cette représentation de la passion du Christ par Théophane le Grec à l'église de la Transfiguration-du-Sauveur-sur-Iline.
- De la peinture sous le dôme et plus bas il ne subsiste pratiquement rien. Traditionnellement les peintres y représentaient douze grandes fêtes du calendrier liturgique. Sur le pilier sud-est, à droite de l'autel subsiste la figure de la Vierge Marie lors de l'Annonciation. Dans la lunette située dans le mur sud subsistent des fragments de la nativité de Jésus-Christ, et sur la voûte — des fragments du baptême du Christ et de la Présentation de Jésus au Temple. Le reste se compose d'autres fresques, qu'il n'est pas possible d'identifier avec certitude. Plus bas, sur les murs, sont disposées de grandes figures de martyrs et de guerriers. Dans la partie la plus basse des murs, sous le chœur, se trouvent encore des figures de saintes et de femmes martyres. Dans la sacristie, subsistent des portraits de quelques saints. Quelques représentations de saintes femmes se différencient par leur taille plus petite, ce qui indique qu'elles ont été réalisées par des élèves qui ont participé et aidé le maître dans sa tâche[10].

Sur les parties supérieures des piliers, des anges munis de trompettes forment un détail intéressant. Ils sont quatre et ce chiffre peut vouloir désigner les quatre directions cardinales et peuvent être ceux qui annoncent le jugement dernier.
- Les fresques de l'intérieur de l'abside consacrée à la Trinité au nord ouest de l'église sont relativement bien conservées

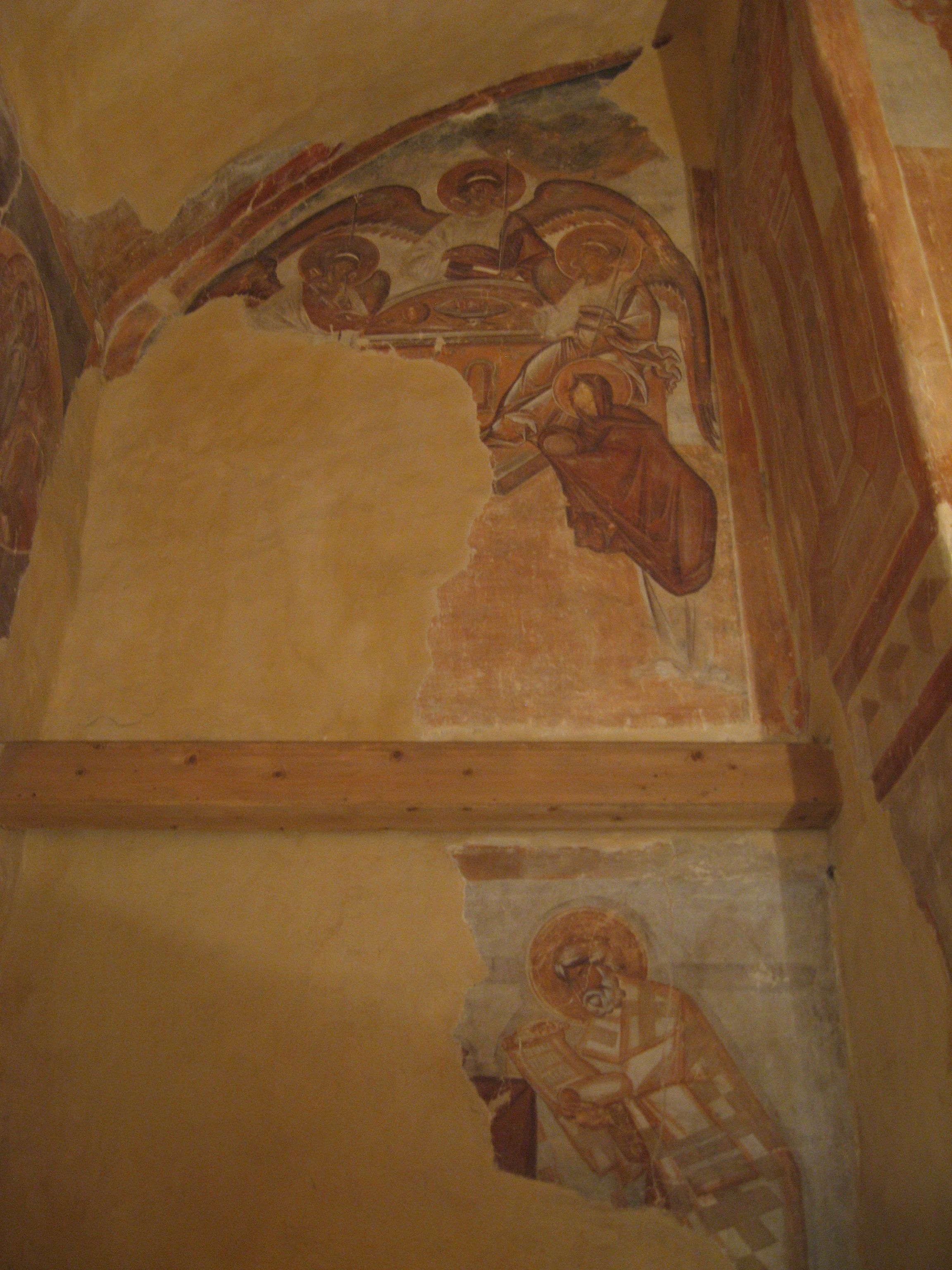
Fresques de la chapelle de la Trinité.
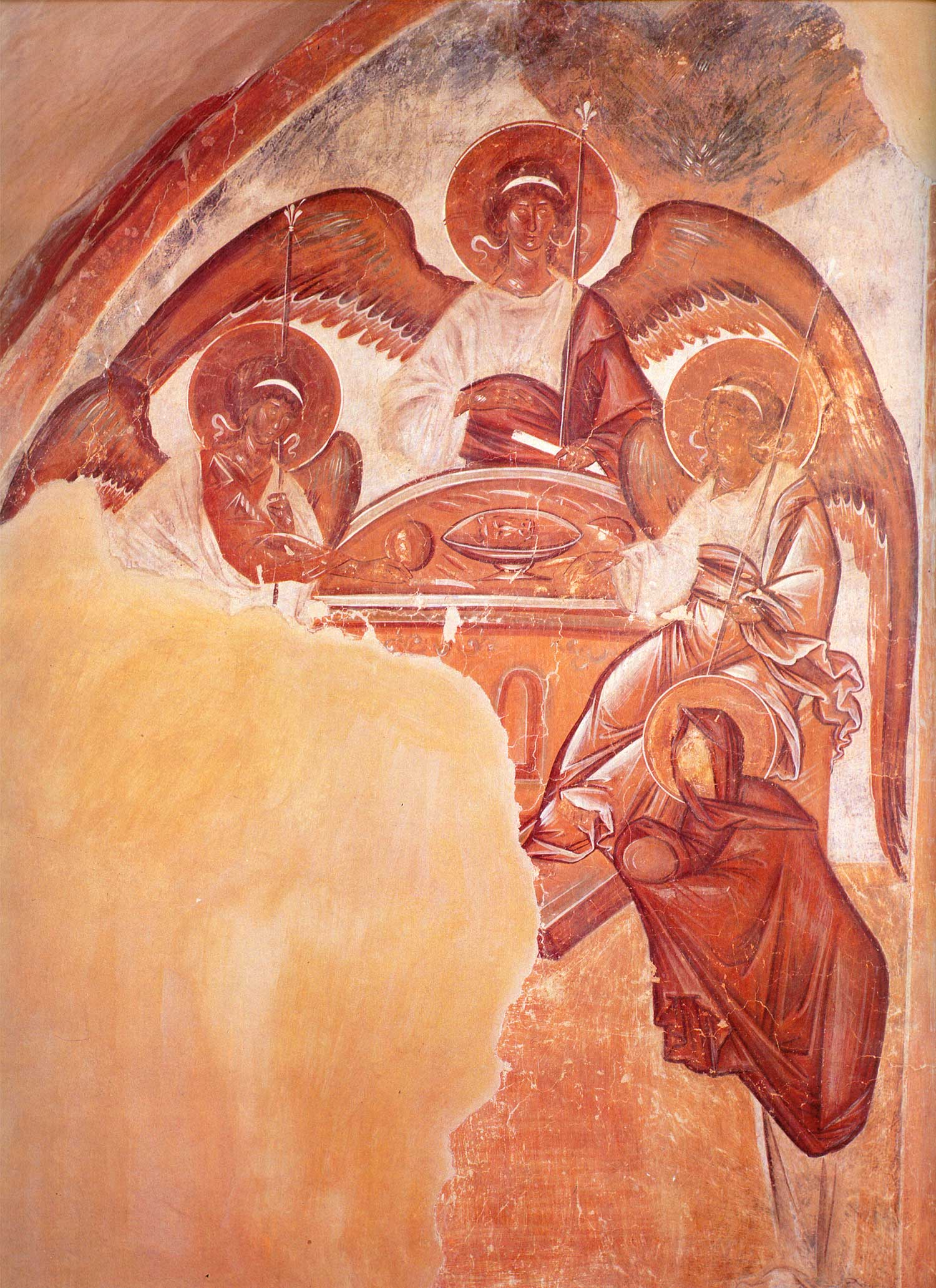
Sainte-Trinité. Fresque du mur oriental de la chapelle de la Sainte-Trinité. 1378.
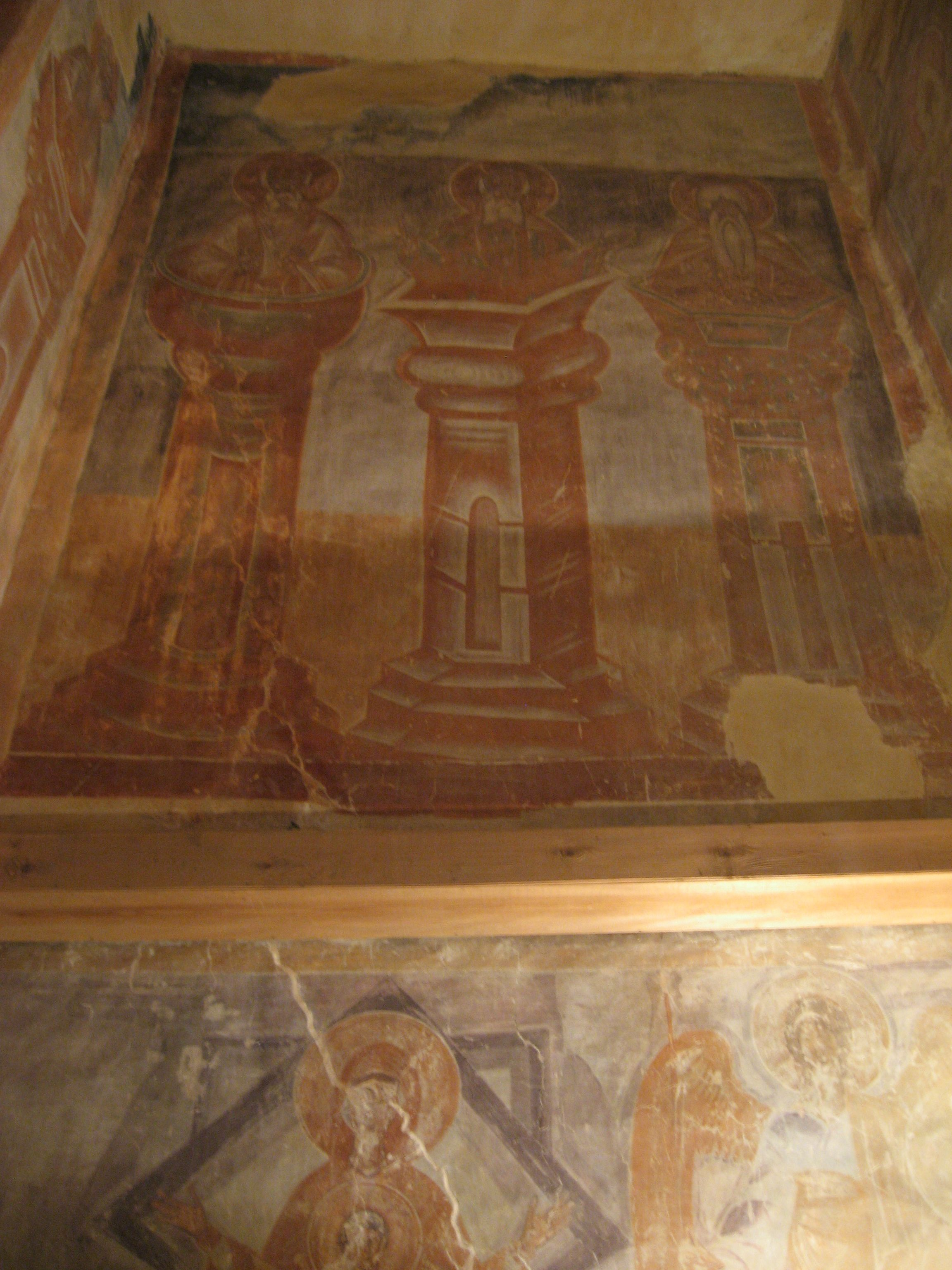
Piliers de saints stylites de la chapelle de la Sainte-Trinité.

La chapelle de la Trinité qui est installée dans l'église devait servir de chapelle privée et, très probablement, pour le bienfaiteur de l'église, le boyard Vasili Danilovitch. À cette époque, de telles chapelles, qui permettaient de s'isoler pour la prière, n'étaient pas rares à l'intérieur des églises de Novgorod.
Sur le mur Est, au-dessus de l'autel, sur une voûte semi-circulaire est représentée la scène de l'apparition de la Sainte-Trinité à Abraham. En dessous de celle-ci figure un saint au moment où il déploie les rouleaux des livres saints pour un service liturgique.
La Trinité est présentée de face. Les anges sont assis à une table dans des positions symétriques. L'ampleur du mouvement des ailes et la posture des anges donne à l'ensemble une grande majesté. En dessous de la table des anges, sont représentés Abraham et Sarah apportant le repas. Seule la figure de Sarah a été conservée.
Sur les murs de la chapelle apparaissent différents saints stylites, des saints qui atteignent une communion avec Dieu par une stricte ascèse qui leur permet en se consacrant à la prière de s'approcher de l'image de Dieu.
Au-dessus de la porte d'entrée de la chapelle on retrouve l'image de Notre-Dame-du-Signe placée entre deux losanges croisés. À côté se tient l'archange Gabriel, tenant un mêrilo et un miroir en main. L'icône de Notre-Dame-du-Signe était vénérée au sanctuaire de Novgorod à son nom. Sa représentation, ici avec l'archange, debout à côté d'elle, rappelle l'Annonciation, c'est-à-dire la promesse de l'Incarnation de Jésus-Christ, le Fils de Dieu dans le monde. Comme dans la Trinité de la scène du Chêne de Mambré avec ses trois anges, Dieu apparaît ici comme un Dieu incarné et fait homme, et non comme un pur symbole.
Il faut relier cette image de celle des ascètes qui veulent, par la prière, atteindre la perfection de la théosis, la communion avec Dieu, et voir la lumière de la Transfiguration .

### Style et inspiration des peintures
Théophane le Grec crée son style propre, très différent de la peinture habituelle de son époque. Ce style peut toutefois se rattacher au style byzantin très expressif du XIVe siècle comme les autres fresques de Novgorod en témoignent clairement (par exemple les fresques de l' Église de la Dormition-sur-les-Champs de Volotovo, et celles de l'Église Fiodor-Stratilate-sur-la-rivière.
Ce n'est pas Théophane le Grec qui créa celles de Volotovo, qui datent de 1363 (Théophane est en 1350), mais c'est en reprenant les techniques et le style utilisé qu'il a imprimé sa marque dans l'art de la fresque orthodoxe.
Le style expressif de la seconde moitié du XIVe siècle, dont l'origine est liée sans conteste à Constantinople, se caractérise par la liberté du trait, sa mobilité particulière, qui le fait tenir davantage de la simple esquisse que du dessin. Les artistes maitrisent parfaitement cet art qui remonte aux techniques anciennes du dessin et qui s'écarte de l'harmonie et du calme de l'art classique, préférant pour leurs compositions de poses, de gestes et d'images une expressivité maximale. Comparées aux fresques de Volotovo, celles de Théophane présentent des figures plus grandes et plus statiques. Cela leur donne un grand pouvoir émotionnel. Mais il se refuse aussi à travailler des formes complexes, préférant simplement souligner les traits de ses sujets par un dessin simple, vif et expressif. Également, par des contours obscures et encore par des reflets de lumière, des rehauts. Les taches de lumière produite par des ajouts abondants de céruse de blanc jouent un rôle très important dans l'œuvre de Théophane.

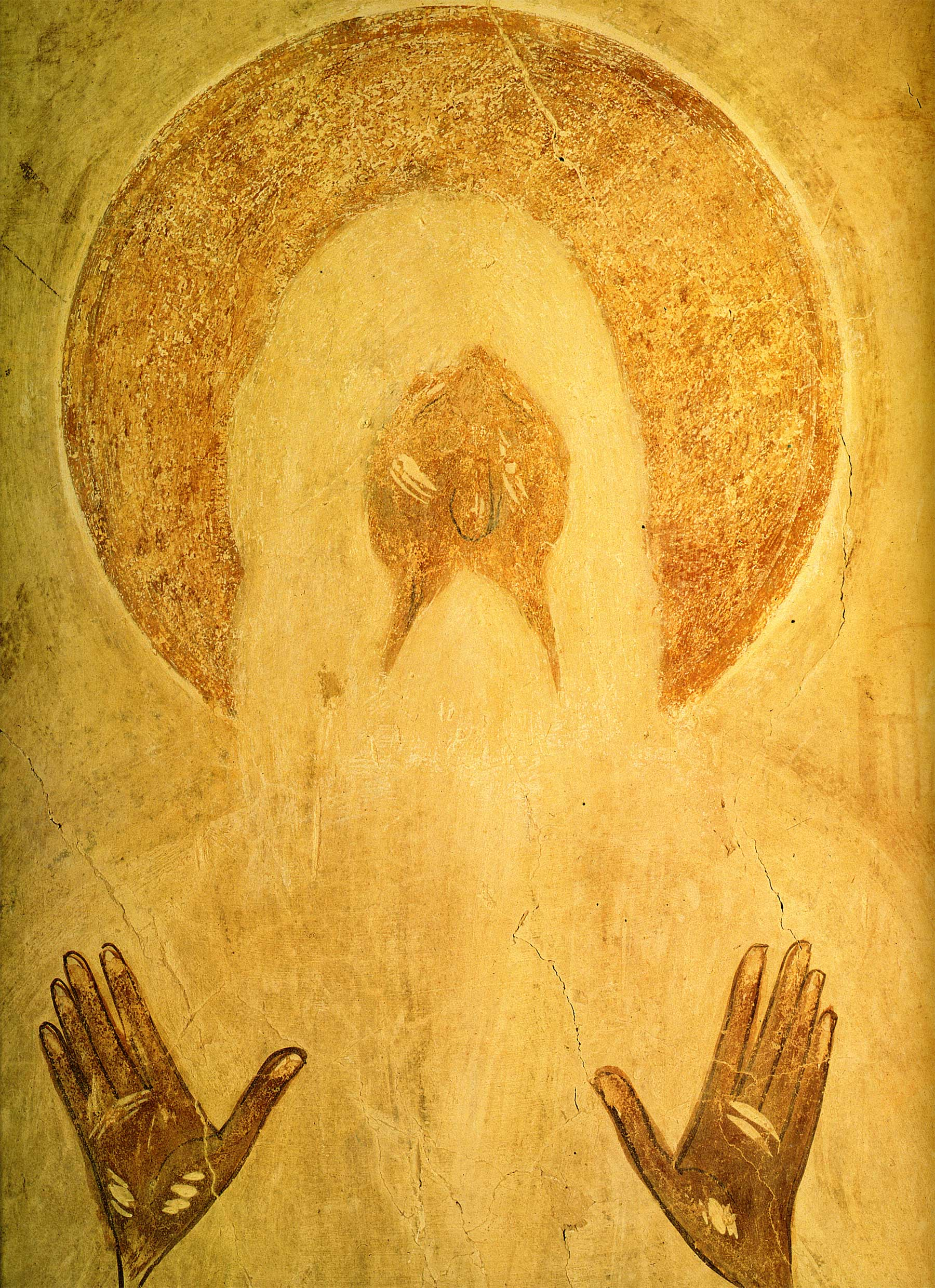
Le moine Macaire de Scété
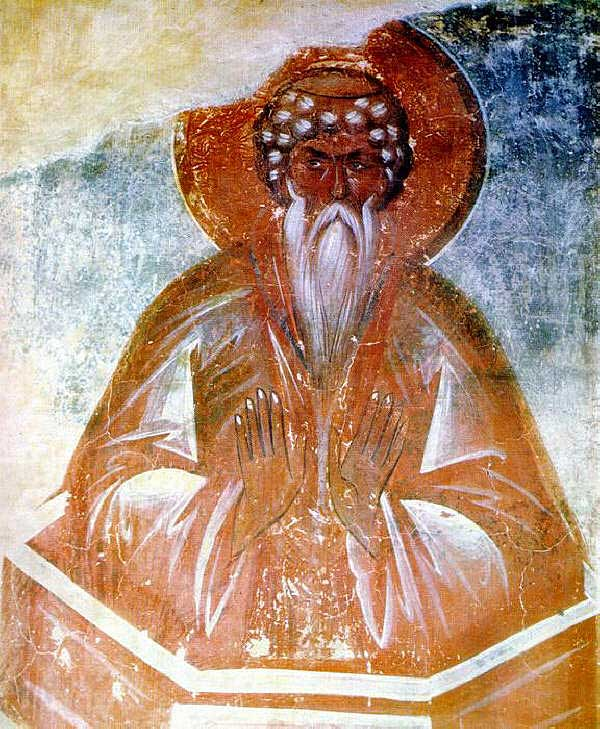
Daniel le Stylite. Fresque de la chapelle de la Trinité.
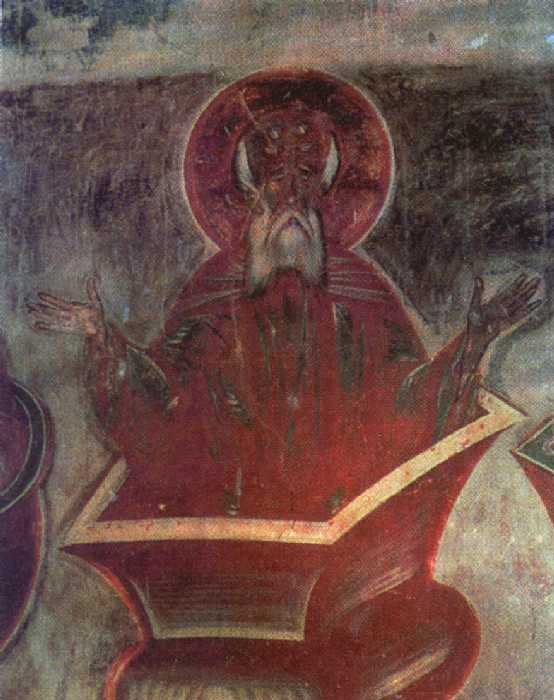
Pilier de la chapelle de la Sainte-Trinité.

La lumière, dans l'iconographie byzantine, a toujours été étudiée pour son aspect symbolique spirituel. Elle est le symbole du divin pénétrant l'humain ainsi que toute la création. Pour l'art du XIVe siècle, ce thème de la lumière, dans son sens spirituel, devient un sujet très important à la suite des discussions sur la lumière de la Transfiguration sur le mont Tabor et de la diffusion de l'hésychasme. En couvrant les vêtements de ses personnages de rehauts, de rayons blancs, en soulignant les traits des visages et de mains par de petits traits blancs, cérusés, Théophane veut montrer sa vision, son aspiration à un monde appelé par l'hésychasme et le représente transfiguré et divinisé par la théosis. Toute la peinture de l'église de la Transfiguration-du-Sauveur-sur-Iline et dont on ne peut plus se faire qu'une idée fort vague ne montre pas simplement des épisodes des évangiles mais l'image de la lumière divine de la Transfiguration pénétrant le monde et que le spectateur entrant dans les lieux est invité à contempler. La coupole centrale reprend l'image du Christ Pantocrator qui de sa main droite « contient » le monde .
Théophane crée dans la chapelle de la Trinité une suite d'images de saints entièrement absorbés par leur méditation dans l'hésychasme. Il représente la communion de saints avec Dieu, dans le silence et l'illumination de tout leur être, par la lumière de la Transfiguration. C'est le message que laissent les fresques de cette chapelle et qui dénote la forte influence de la théologie orthodoxe et de la pratique de l'hésychasme sur l'art religieux du XIVe siècle.

#### Problème de couleurs
Les fresques apparaissent dans des tons nuancés, sobres, retenus. Certaines parties sont pratiquement monochromes. La question de la préservation des couleurs initiales de cette église (de même pour celles de l'église Fiodor Stratilate-de-là-rivière) fait l'objet de nombreuses controverses entre les historiens d'art. Certains considèrent que la perte de la variété et de l'éclat des couleurs est la suite des nombreux incendies dont eut à souffrir la ville ancienne de Novgorod. D'autres s'attachent aux fragments de couleur qui ont été découverts sous le niveau du sol (et qui étaient donc protégés) par des chercheurs au pied de l'autel et qui diffèrent par la variété et l'éclat de leurs couleurs. L'opinion suivant laquelle la couleur actuelle est proche de celle que l'auteur a utilisé à l'origine est défendue, notamment, par l'historien d'art, restaurateur Vladimir Sarabianov. Selon ce dernier, bien qu'il faille admettre que les couleurs aient perdu un peu de leur clarté initiale, leur caractère « passé », pastel, semble voulu par le fresquiste qui les a utilisées. De nombreux exemples de ce genre existent dans l'art byzantin pour des œuvres au style, par ailleurs, très expressif.

## Peintures extérieures de l'église de la Transfiguration du Sauveur
En 1831, sur la façade ouest de l'église du dessus de l'entrée principale, une fresque de l'image de Notre-Dame de type Odigitria a été découverte à la suite de la chute du recouvrement de l'enduit de la façade. La construction d'une chapelle en l'honneur de Notre-Dame de Smolensk (dont l'icône est de type odigitria) et la dévotion dont elle fait l'objet est liée à une épidémie de choléra interrompue après la découverte de la fresque qui subsiste encore de nos jours sur la façade.
Sur la façade Sud, dans sa partie Est, est peinte une fresque de Notre-Dame-du-Signe. Elle a probablement été réalisée vers 1700, quand fut construite l'église voisine de cathédrale du Signe . Probablement à l'emplacement d'une fresque ancienne en son honneur.

## Histoire de la restauration des fresques de Théophane le Grec
À la suite des incendies de la ville, les fresques ont souffert de l'action des alcalis qui ont provoqué un lavage des couleurs. Au cours des XVIIe siècle et XVIIIe siècle les fresques ont vu leurs couleurs disparaître peu à peu et blanchir (comme c'est le cas dans de nombreux autres édifices). Des tentatives de restauration des fresques ont été entreprises dans les années 1910-1912, menées par des amateurs d'art ancien inconnus. Mais le début de la restauration systématique ne commence qu'en 1918 sous la direction de P. I. Iouri qui commence les recherches, puis d'I. A. Olsoufévyme. L'église et les fresques sont fortement endommagées pendant la Seconde Guerre mondiale. La voûte de la chapelle de la Trinité est endommagée par un obus et de même pour la voûte du côté ouest, sous la coupole. Dans le tambour de la coupole les Allemands installent un poste d'observation. Cela provoque des dégâts autour des fenêtres et le noircissement de différentes surfaces au sol du fait de l'emploi de poêles. Durant les années qui suivirent la guerre, les couleurs des fresques sont protégées et la suie lavée sous la direction de N. P. Sytchev. La restauration architecturale de l'église est poursuivie sous la direction de L. M. Chouliak. L'édifice est ainsi revenu aux formes initiales avec la préservation des formes du toit à huit pans datant des XVIe siècle et XVIIe siècle. Des fouilles autour de l'autel sont menées enpar M. K. Kargere. En 1960, des restaurateurs de Moscou, sous la direction de G. S. Batkhele ont établi que sous les couches de mastic et de badigeon du XIXe siècle se cachaient encore des fragments de peinture. De nouvelles voies dans la recherche des œuvres des grands maîtres byzantins ont ainsi été ouvertes.